# Bad Leonfelden
Bad Leonfelden är en stadskommun  i distriktet Urfahr-Umgebung i förbundslandet Oberösterreich i Österrike. Den gränsar i norr mot Tjeckien.
Kommunen har 4 433 invånare (2024) och består av 23 orter (Ortschaften) (inom parentes invånarantal 1 januari 2024):

- Affetschlag (18)
- Bad Leonfelden (520)
- Burgfried (2 124)
- Böheimschlag (4)
- Dietrichschlag (270)
- Dürnau (4)
- Elmegg (24)
- Farb (45)
- Haid (236)
- Langbruck (31)
- Oberlaimbach (147)
- Oberstern (12)
- Oberstiftung (186)
- Rading (57)
- Roßberg (17)
- Schönau (79)
- Silberhartschlag (10)
- Spielau (45)
- Unterlaimbach (167)
- Unterstern (35)
- Unterstiftung (265)
- Weigetschlag (65)
- Weinzierl (72)